# Jorge Balbis
Jorge Raúl Balbis (Pascanas, Córdoba 25 de septiembre de 1961) es un exfutbolista argentino que se desempeñaba como marcador central. Fue campeón de Primera División en Argentina y en Colombia.

## Carrera
Tuvo su debut en 1983, vistiendo la casaca de Rosario Central en partido ante San Martín de Tucumán, válido por la cuarta fecha de la segunda fase del Nacional en La Ciudadela. Dicho debut fue inmejorable para Balbis, ya que marcó el único tanto del partido con el que ganó Central. Fue  titular hasta el fin del torneo, que para el canalla finalizó en cuartos de final, cayendo ante Temperley luego de haber eliminado a Newell's Old Boys en octavos. 
Continuó jugando mayormente como titular, formando dupla de marcadores centrales con Sergio Céliz o Daniel Kuchen, hasta que en 1984 Central perdió la categoría merced a las malas campañas acumuladas. Con la llegada de Pedro Marchetta a la conducción técnica del club, Balbis se afirmó definitivamente como titular, disputando los 42 partidos de su equipo en el Campeonato de Primera B 1985. Rosario Central consiguió el título y el ascenso con holgura; Balbis formó dupla con José Serrizuela ese año. 
Como Rosario Central debió estar inactivo durante los primeros meses de 1986 debido a una restructuración del calendario deportivo, fue cedido a préstamo a Platense. Retornó al canalla (dirigido entonces por Ángel Tulio Zof) con el inicio del Campeonato de Primera División 1986/87; en dicho torneo Balbis disputó 23 de los 38 partidos de su equipo, acompañando en la zaga al retornado Edgardo Bauza, contribuyendo a la obtención del título, en un hecho histórico, ya que por primera y hasta ahora única vez en el fútbol argentino, un equipo se coronaba campeón en la máxima categoría inmediatamente después de haber ascendido.
El 19 de agosto de 1987 marcó el gol del triunfo de su equipo ante el Nápoli de Diego Maradona, en un enfrentamiento amistoso que se denominó Duelo de Campeones. Sobre el final del partido, el arquero centralista Alejandro Lanari le detuvo un penal al propio Maradona. Continuó defendiendo la auriazul hasta el tercer partido de su equipo en 1988, tras lo cual fue traspasado a Independiente Santa Fe de Colombia.
Si bien en su llegada al fútbol cafetero mantuvo su buen nivel, le tocó jugar en un tiempo de sospechas de arreglos y sobornos en la liga de aquel país. Tras caer en el clásico bogotano ante Millonarios en un partido plagado de irregularidades, Balbis declaró: "Hay una fuerza extraña que lo manipula todo. Esto no es fútbol."
En 1990 fichó por América de Cali, equipo en él volvió a mostrar gran nivel de juego, coronándose campeón de la Liga Colombiana. En 1992 llegó a jugar las semifinales de la Copa Libertadores, quedando eliminado a manos de Newell's en una maratónica definición por penales, en la Balbis falló el último tiro de su equipo.
Retornó a Argentina para jugar por River Plate durante el Apertura 1992, para desembocar nuevamente en Rosario Central al año siguiente. Su experiencia fue muy valorada en un equipo con mayoría de juveniles, especialmente en el Clausura 1994, torneo en el que el canalla, dirigido nuevamente por Marchetta, realizó una gran campaña peleando el título hasta las últimas fechas. Durante la temporada 1994-95 su participación fue decreciendo, dejando lugar a dos buenos valores juveniles que fueron ocupando la zaga central, Federico Lussenhoff y Horacio Carbonari. Al finalizar la misma, se retiró de la actividad. Totalizó en el club de Barrio Arroyito 213 partidos y 8 goles.

## Selección nacional
Integró el combinado argentino que fue subcampeón del Torneo Preolímpico Sudamericano de 1988 y ganó la clasificación a los Juegos Olímpicos de Seúl 1988, pero finalmente no integró el equipo olímpico que viajó al evento internacional.

### Clubes
| Club                   | País      | Año       |
| ---------------------- | --------- | --------- |
| Rosario Central        | Argentina | 1983-1985 |
| Platense               | Argentina | 1986      |
| Rosario Central        | Argentina | 1986-1988 |
| Independiente Santa Fe | Colombia  | 1988-1989 |
| América de Cali        | Colombia  | 1990-1992 |
| River Plate            | Argentina | 1992      |
| Rosario Central        | Argentina | 1993-1995 |

## Palmarés
| Título           | Club            | País      | Año     |
| ---------------- | --------------- | --------- | ------- |
| Primera B        | Rosario Central | Argentina | 1985    |
| Primera División | Rosario Central | Argentina | 1986/87 |
| Primera División | América de Cali | Colombia  | 1990    |